# Hans Stecher (Architekt)
Hans Stecher (auch Hanusz) war ein Baumeister des Mittelalters.

## Wirken
Stecher erhielt die Bauaufsicht für den Neubau des Rathauses in Lemberg. Die feierliche Grundsteinlegung fand in Anwesenheit des späteren polnischen Königs Jan Olbracht am 10. August 1489 statt, der zu dieser Zeit in Lemberg weilte. Für seine Dienste als Bauleiter erhielt er neben einer Geldsumme auch fünf Ellen Stoff. Er führte die Arbeiten gemeinsam mit einem Schreiner und 17 Gesellen durch. Der Bau des neuen Glockenturms dauerte drei Jahre und 1491 wurde der mit einer provisorischen hölzernen Uhrenkammer versehen und darin eine mehr als 11 Zentner schwere Glocke aufgehängt. Sowohl der Turm, als auch das gesamten Rathaus sind nicht mehr erhalten, einzig auf alten Zeichnungen ist die Inschrift zu sehen, die an der Westseite des Turmes auf der Höhe des zweiten Stocks angebracht waren. Dort stand in gotischen Buchstaben zu lesen: Meister Hans Stecher anheb des Bau[magister]. Anno Domini MCCCC•XCI. In manchen Quellen wurde er auch als „Hans Blecher“ bezeichnet, was auf die schlecht lesbare Inschrift zurückgeht. Dort heißt es „Meister Hans Blecher anheb (?) des Bau Leiter. Anno Domini 1491“ Als sein Zeitgenosse wird hier Nikiel Klocz (1490) genannt. Da im Jahr 1506 ein Georg Weiner zum Architectonicus (Baumagister) ernannt wurde, könnte er in diesem Jahr gestorben sein oder Lemberg verlassen haben.
1493 baute er den Sängerchor der Lateinischen Kathedrale, die nach einem Entwurf des Architekten Peter Stecher in den Jahren 1478 bis 1481 errichtet worden war.